# Cuprum Lubin 2019-2020
Questa voce raccoglie le informazioni riguardanti il Cuprum Lubin nelle competizioni ufficiali della stagione 2019-2020.

## Organigramma societario
Area direttiva
- Presidente: Tomasz Tycel

Area tecnica
- Allenatore: Marcelo Fronckowiak
- Allenatore in seconda: Rainer Vassiljev

## Rosa
| N° | Nome                 | Ruolo | Data di nascita  | Nazionalità sportiva |
| -- | -------------------- | ----- | ---------------- | -------------------- |
| 1  | Bartłomiej Lipiński  | S     | 16 novembre 1996 | Polonia              |
| 2  | Kamil Maruszczyk     | S     | 13 gennaio 1993  | Polonia              |
| 6  | Bartłomiej Zawalski  | C     | 13 febbraio 1999 | Polonia              |
| 7  | Maciej Gorzkiewicz   | P     | 16 febbraio 1984 | Polonia              |
| 9  | Jakub Ziobrowski     | O     | 23 gennaio 1997  | Polonia              |
| 10 | Robinson Dvoranen    | S     | 23 dicembre 1983 | Brasile              |
| 11 | Filip Biegun         | S     | 21 maggio 1996   | Polonia              |
| 12 | Przemysław Smoliński | C     | 27 novembre 1992 | Polonia              |
| 13 | Jędrzej Gruszczyński | L     | 13 novembre 1997 | Polonia              |
| 15 | Miguel Tavares       | P     | 2 marzo 1993     | Portogallo           |
| 16 | Bartosz Makoś        | L     | 1º agosto 1998   | Polonia              |
| 17 | Mateusz Sacharewicz  | C     | 23 ottobre 1989  | Polonia              |
| 18 | Damian Domagała      | O     | 23 aprile 1998   | Polonia              |
| 20 | Maksim Marozau       | C     | 29 maggio 1989   | Bielorussia          |